# Juanma López Iturriaga

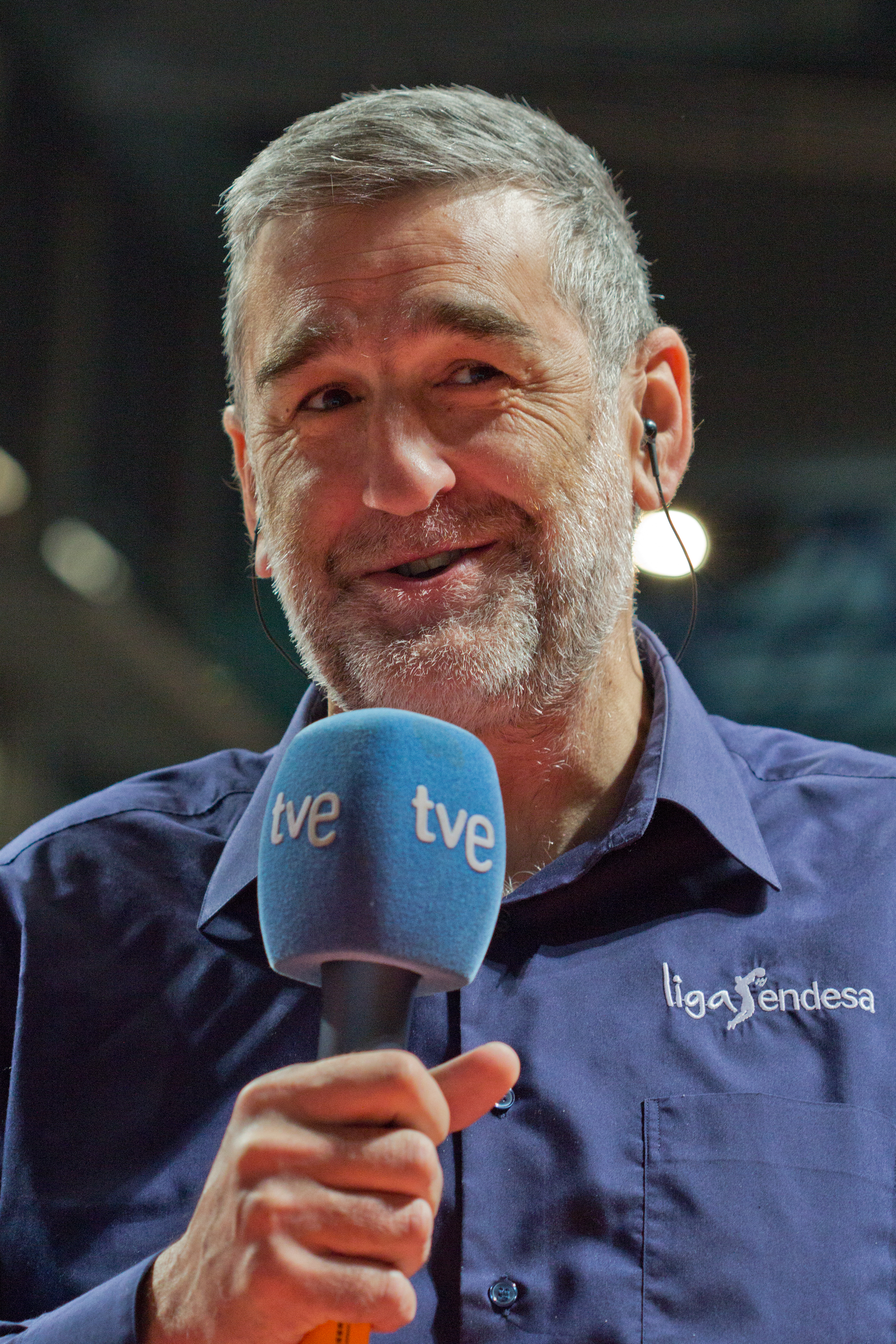
Juanma López Iturriaga 2013.

Juan Manuel "Juanma" López Iturriaga, född 4 februari 1959 i Bilbao, Spanien, är en spansk basketspelare som tog tog OS-silver 1984 i Los Angeles. Detta var Spaniens första medalj i basket vid olympiska sommarspelen. Det kom att dröja till baskettävlingarna vid olympiska sommarspelen 2008 i Peking innan Spanien tog sin nästa medalj. Iturriaga var i huvudsak aktiv mellan 1975 och 1990..